# Schweizerischer Hängegleiter-Verband
Der Schweizerische Hängegleiter-Verband (SHV) ist die Dachorganisation für den Gleitschirm- und Deltasegler-Sport in der Schweiz. Die französische und italienische Abkürzung für den Verbandsnamen ist FSVL – Féderation Suisse de Vol Libre, Federazione Svizzera di Volo Libero. Der Zweck des SHV ist die Förderung und Erhaltung des umweltfreundlichen Hängegleitersportes in jeglicher Form. Der SHV bekennt sich zum Spitzensport, fördert den Breitensport und die Sicherheit.

## Geschichte
Der SHV wurde 1974 als einer der ersten Hängegleiterverbände weltweit gegründet, um die Anliegen des Hängegleitersportes zu vertreten. Während der ersten zehn Jahre bestand die Mehrzahl der Mitglieder aus Deltisten. Als 1986 die ersten Seriengleitschirme in den Handel kamen und Gleitschirmfliegen vorübergehend zur Trendsportart wurde, erlebte der SHV binnen kurzer Zeit einen enormen Mitgliederzuwachs. Heute repräsentiert der SHV, mit über 19.000 Mitgliedern die mitgliederstärkste Luftsportart der Schweiz. Der SHV ist Gründungsmitglied der European Hang and Paragliding Union EHPU. Derzeit gehören dem SHV über hundert Clubs und knapp sechzig, vom SHV geprüfte "Flugschulen SHV" an.

## Organisation
Der SHV ist finanziell selbsttragend, und sowohl politisch als auch finanziell unabhängig. Er besteht aus folgenden Organen: Generalversammlung, Vorstand, Präsidentenkonferenz, Geschäftsstelle, Geschäfts- und Rechnungsprüfungskommission sowie Rekurskommission. Der Vorstand besteht aus mindestens fünf, maximal elf ehrenamtlich arbeitenden Mitgliedern, welche von der Generalversammlung gewählt werden.

## Aufgabengebiete
Die Geschäftsstelle in Zürich beschäftigt derzeit elf Personen in Teil- und Vollzeitpensen um folgende Aufgabengebiete abzudecken:
Interessenwahrung und Legales
Gesprächspartner von Bund, Kantonen, Gemeinden und Landeigentümern.
Enge Beziehungen zum Bundesamt für Zivilluftfahrt(BAZL), der Aerosuisse, Swiss Olympic, der parlamentarischen Gruppe Luftfahrt, dem Aero-Club und anderen Verbänden. Der SHV vermittelt seinen Mitgliedern die in der Schweiz obligatorische Haftpflichtversicherung für Piloten, Versicherungen für Passagierpiloten und Flugschulen, sowie rechtliche Unterstützung für dem SHV angehörige Clubs, Flugschulen und Mitglieder.
Prüfungswesen und Sicherheit
Der SHV ist durch einen Kooperationsvertrag mit dem BAZL mit allen Ausbildungsfragen und dem gesamten Prüfungswesen sowie der Brevetadministration für Hängegleiter gemäss VLK Art. 7 Abs. 6 beauftragt. In Zusammenarbeit mit Experten und Flugschulen fördert der SHV aktiv die Qualität der Ausbildung durch ein eigenes Label "Flugschule SHV", für durch den SHV qualitätsgeprüfte Flugschulen, sowie Weiterbildungskurse für Fluglehrer und Piloten.
Sport
Der SHV unterstützt und fördert in Zusammenarbeit mit den Clubs nationale und internationale Wettkämpfe wie Schweizermeisterschaften (SM) der Sparten Delta, Gleitschirm und Akro und den Cross Country Cup (CCC). Er unterstützt die nationalen Hängegleiter-Ligen materiell und personell. In Absprache mit den Vereinen/Clubs legt der SHV das Reglement für den Cross Country Cup (CCC) fest und fördert und koordiniert die Schweizer Teilnahme bei internationalen Wettkämpfen.
Öffentlichkeitsarbeit
Redaktion und Verlag des zehnmal pro Jahr erscheinenden Verbandsmagazins "Swiss-Glider" mit WEMF-beglaubigter Auflage von 14.000 Exemplaren. Informationsdienstleistungen für Mitglieder, Schulen und Clubs wie Wetterinformation, digitale Luftraumdaten, NOTAM und KOSIF, sowie Vertrieb der ICAO-Segelflugkarte und sämtlichen, zur Erreichung von Hängegleiterbrevets notwendigen Lehrmaterials. Zur Information interessierter Kreise sowie zur Nachwuchsförderung betreibt der SHV laufend gezielte Medien und Öffentlichkeitsarbeit.
Das deutsche Pendant zum SHV ist der Deutsche Hängegleiterverband (DHV). In Österreich übernimmt der Österreichische Aero-Club (ÖAeC) diese Aufgaben.